# Lyfing
Pour l'évêque de Worcester, voir Lyfing de Winchester.
Lyfing est un prélat anglo-saxon mort le 12 juin 1020. Il est évêque de Wells jusqu'en 1013, puis archevêque de Cantorbéry jusqu'à sa mort.

## Biographie
Né Ælfstan, il choisit en entrant en religion le nom Lyfing, dont l'étymologie est leof-carus, soit « bien-aimé ». Il commence sa carrière monastique dans l'abbaye bénédictine de Glastonbury.
En 989, il devient abbé du monastère de Chertsey, puis évêque de Wells en 998 ou 999. Le roi Æthelred le Malavisé le nomme archevêque de Cantorbéry en 1013. Il succède à l'archevêque Alphège, assassiné par les Vikings qui l'avaient capturé l'année précédente. Dans les années qui suivent, il procède au sacre des deux successeurs d'Æthelred : son fils Edmond Côte-de-Fer en 1016, puis le Danois Knut le Grand en 1017.
Les troubles que traverse l'Angleterre à cette époque empêchent Lyfing de se rendre à Rome pour y recevoir le pallium qui symbolise sa charge, et c'est donc l'archevêque d'York Wulfstan qui procède au sacre des nouveaux évêques anglais dans un premier temps. Lorsqu'il finit par effectuer le voyage, il rentre avec une lettre du pape Benoît VIII, qui invite Knut à rétablir l'ordre dans son royaume. Durant ses sept années à la tête de Cantorbéry, Lyfing obtient la confirmation des libertés de la communauté monastique de Christ Church et procède à des travaux dans la cathédrale, durement touchée par les attaques des Vikings.
Lyfing meurt le 12 juin 1020. Il est enterré dans la cathédrale de Cantorbéry, près de l'autel de saint Martin. Son successeur, Æthelnoth, est le premier archevêque de Cantorbéry issu de Christ Church.